# Eulachon
Eulachon (Thaleichthys pacificus) är en fiskart som först beskrevs av Richardson, 1836.  Eulachonen ingår i släktet Thaleichthys och familjen norsfiskar. Inga underarter finns listade i Catalogue of Life.